# Бинкевич, Максимилиан
 Максимилиан Бинкевич  (пол. Maksymilian Binkiewicz, 21 февраля 1908, Жарновец, Заверценский повят — 24 июня 1942, Дахау, Бавария) — блаженный Римско-Католической Церкви, священник, мученик. Входит в число 108 блаженных польских мучеников, беатифицированных римским папой Иоанном Павлом II во время его посещения Варшавы 13 июня 1999 года.

## Биография
В 1926 году поступил в Высшую Духовную семинарию в городе Краков, одновременно обучался на теологическом факультете краковского Ягеллонского университета. 21 июня 1931 года был рукоположён в священника епископом Теодором Кубитой. После рукоположения исполнял обязанности префекта в семинарии ченстоховского диоцеза. В 1933 году закончил Ягеллонский Университет, защитив диплом магистра теологии.
После начала Второй мировой войны был назначен на вакантное место арестованного настоятеля католического прихода в селе Конопница. В начале 1941 года, после немецкой оккупации Польши, польская географическая область Варта, в которой жил Максимилин Бинкевич, была присоединена к нацистской Германии и немецкая оккупационная власть стала арестовывать польскую интеллигенцию, проживавшую здесь. 6 октября 1941 года начались массовые аресты польских священнослужителей. В этот же день был арестован в том числе и Максимилиан Бинкевич и после короткого пребывания в тюрьме 27 октября 1941 года он был отправлен в концентрационный лагерь Дахау, где он погиб 24 июня 1942 года. Его концентрационный номер — 28450.

## Прославление
13 июня 1999 года был беатифицирован римским папой Иоанном Павлом II вместе с другими польскими мучениками Второй мировой войны.
День памяти — 12 июня.